# Sebastián Ayala (attore)
Sebastián Ayala Alveal (Valparaíso, 8 giugno 1988) è un attore e regista teatrale cileno famoso per aver recitato nella serie El Reemplazante (2012) così come nei film La pasión de Michelangelo (2013) e Jesús (2016)..

## Biografia
Sebastián Ayala Alveal è nato a Valparaíso, Cile l'8 giugno 1988.
Ha esordito come attore nel 2012 recitando nella serie televisiva El Reemplazante. L'anno seguente ha recitato nel film La pasión de Michelangelo. Dopo aver recitato in alcuni cortometraggi ed alcuni episodi di serie televisive, nel 2016 ha recitato nel film Jesús, ispirato al caso dell'omicidio di Daniel Zamudio.
Nel 2019 ha recitato nel film El príncipe.

### Vita privata
Nel 2014, in un incendio che ha colpito Valparaíso, la casa dei suoi genitori è andata completamente distrutta.
Nel 2021, nel corso di un'intervista ha affermato di non essersi mai identificato come un uomo etero.

## Teatro
- Colgadas de Peñalolén (2012)[3][4]
- Mosaico de pescadores (2012-2013)
- Brian, el nombre de mi país en llamas (2014)
- Agorafobia (2015)
- De Rokha (2015)
- Salomé (2016)
- La corrupta (2018)
- ¿Dónde está Nicole? (2020)

## Filmografia

### Cinema
- La pasión de Michelangelo, regia di Esteban Larraín (2013)
- Desastres Naturales, regia di Bernardo Quesney (2014)
- Más allá de la ciudad, regia di Juan Orellana Bustamante - cortometraggio (2014)
- A La Orilla, regia di Antonio Vilches - cortometraggio (2015)
- Jesús, regia di Fernando Guzzoni (2016)
- Mala Junta, regia di Claudia Huaiquimilla (2016)
- Nahuelnauta, regia di Gonzalo de la Jara - cortometraggio (2017)
- Arder, regia di Ignacio Ruiz - cortometraggio (2017)
- El príncipe, regia di Sebastián Muñoz Costa del Río (2019)
- The night, unsheltered, regia di Iñaki Velasquez - cortometraggio (2019)
- Mis hermanos sueñan despiertos, regia di Claudia Huaiquimilla (2021)

### Televisione
- El Reemplazante – serie TV, 19 episodi (2012-2013)
- Cronistas, regia di Lucía Pérez – miniserie TV (2015)
- Vidas en riesgo – serie TV (2016)
- Bala Loca, regia di Gabriel Díaz ed Óscar Godoy – miniserie TV, 2 episodi (2016)
- Tiempos Mozos – serie TV, 1 episodio (2018)
- Los Espookys – serie TV, 1 episodio (2018)
- Invisible Heroes – serie TV, 6 episodi (2019)
- Los Espookys – serie TV, 2 episodi (2022)

## Riconoscimenti
- 2013 – Málaga International Week of Fantastic Cinema
  - Miglior attore per La pasión de Michelangelo

- 2013 – Chileans Altazor Awards
  - Nomination Miglior attore in una serie televisiva per El Reemplazante

- 2014 – Chileans Altazor Awards
  - Nomination Miglior attore in un film cinematografico per La pasión de Michelangelo